# 円輪理論
円輪理論（えんりんりろん、英: Mandal theory）とは、古代インドで唱えられた外交理論である。曼荼羅（マンダラ・円輪）と同じ構図をしているために命名されたもので、マンダラ理論とも呼ばれている。
自国の外交方針として勢力拡大の障害あるいは自国への侵攻の畏れのある隣接国を敵国とみなし、その隣国と接している第三国（自国とは隣接していない）と結んで対応することを基本とする。これは自国と他国との関係を同心円に擬えて把握し、「敵国の敵国」を自国の味方として取り込もうという発想に基づいている。
勿論、現実問題としては状況に応じて動こうとする中立国や同心円においては距離を有しながらも、自国近隣まで影響力を行使できる強国の存在もあり、複雑化する。そこで円輪理論を基調としつつも、和平・戦争・（軍隊の）静止・進軍・強国への依存・二重政策などを巧みに駆使した外交が求められた。